# Dark Phoenix
Dark Phoenix (X-Men: Fénix Oscura en España y X-Men: Dark Phoenix en Hispanoamérica) es una película estadounidense de acción, aventuras y superhéroes de 2019, perteneciente a la saga fílmica de X-Men. Fue dirigida por Simon Kinberg y estuvo distribuida por Walt Disney Studios Motion Pictures. Es la duodécima y última entrega de la serie de películas de X-Men. El reparto principal incluye a James McAvoy, Sophie Turner, Michael Fassbender, Jennifer Lawrence, Nicholas Hoult, Tye Sheridan, Alexandra Shipp, Kodi Smit-McPhee, Evan Peters y Jessica Chastain. En esta historia, los X-Men deben enfrentarse a uno de sus aliados después de que una fuerza espacial le otorgue un poder abrumador que poco a poco va afectando su mente de forma severa, mientras unos alienígenas despiadados que también buscan ese poder la persiguen.
Después de los acontecimientos de X-Men: días del futuro pasado, se borran los eventos ocurridos en X-Men: The Last Stand de la línea de tiempo de esta serie cinematográfica. Kinberg expresó interés en una nueva y más fiel adaptación de "The Dark Phoenix Saga" creada por Chris Claremont en una futura película, ya que su intento anterior con The Last Stand, no fue bien recibido. La nueva adaptación se confirmó como una secuela de X-Men: Apocalipsis, de 2016. Kinberg firmó para hacer su debut como director en junio de 2017, cuando la mayoría del elenco fue confirmado para repetir los mismos roles que tuvieron en Apocalipsis. La filmación comenzó más tarde ese mes en Montreal. Esta es la última película de X-Men antes de su llegada a Marvel Studios, debido a la adquisición de Fox por parte de Disney en marzo de 2019.

## Argumento
En 1975, una joven Jean Grey de tan solo ocho años, viaja a bordo de un auto junto con sus padres, hasta que esta usa inadvertidamente su telequinesis para provocar un accidente automovilístico que mata involuntariamente a sus padres. Poco después, Charles Xavier la lleva consigo a la Escuela de Xavier para Jóvenes Talentos, donde mentalmente bloquea y reprime todos sus recuerdos relacionados al trágico accidente y la ayuda a afinar sus habilidades psíquicas.
En 1992, nueve años después de la devastación mundial causada por En Sabah Nur, el transbordador espacial Endeavour despega al espacio, pero es gravemente dañado por una llamarada solar. El Presidente de los Estados Unidos llama a Xavier para que los X-Men respondan a la señal de socorro del transbordador. Los X-Men, Mystique, Scott Summers, Jean Grey, Storm, Quicksilver y Kurt Wagner abordan el jet de los X-Men y viajan al espacio, donde el transbordador gira sin control. Scott dispara un rayo óptico que logra detener el giro descontrolado del transbordador, mientras Peter y Kurt rescatan a los astronautas, aunque se dan cuenta de que falta uno, pero para ese entonces la llamarada solar ya se acerca peligrosamente al transbordador donde ellos se encuentran. Kurt y Jean regresan al transbordador, donde Kurt rescata al último astronauta, pero Jean absorbe la llamarada solar en su cuerpo. Kurt rescata después su cuerpo inconsciente que flotaba en el espacio y entonces Scott descubre que Jean sobrevivió al incidente. Los X-Men regresan a la Tierra con los astronautas a salvo, aunque Raven está molesta con Xavier por arriesgar la vida de los otros, argumentando que parece que sólo fue con el fin de que Xavier fuera bien visto ante el público. Hank revisa a Jean en la enfermería y descubre que sus poderes psíquicos se amplificaron enormemente como resultado de la explosión solar. Más tarde realizan una fiesta durante la noche por el acto valeroso de los X-Men y se muestra a Dazzler cantando y bailando, mientras Hank y Raven hablan sobre vivir la vida que merecen, pero Jean pierde el control de sus poderes y cae desmayada. Xavier, Hank y Raven se dirigen al subsuelo de la mansión hasta la recámara del dispositivo Cerebro y Xavier descubre que el antiguo bloqueo mental que este le colocó a Jean cuando era niña se está destruyendo gradualmente y revelando sus antiguas memorias reprimidas, al mismo tiempo Jean comienza a entrar en la mente de Xavier. Por otro lado, Scott se queda al lado de Jean, hasta que esta última finalmente despierta y le menciona que descubrió que su padre aun está vivo y entonces ella se marcha sola hacia la ciudad natal de su infancia en Red Hook, Nueva York. Al llegar al lugar, Jean se reencuentra con su padre, pero este le revela que ella fue la causante del accidente automovilístico que provocó involuntariamente, donde desafortunadamente perdió a su esposa y madre de Jean. Mientras tanto Xavier, Hank, Raven, Scott, Ororo, Peter y Kurt intentan llevar a Jean de regreso casa, pero la policía llega para reducir a Jean tras recibir la alerta por destrozos causados por los ataques de Jean y entonces ella destruye las patrullas, tras lo cual pelea contra Kurt y lo derrota. Luego hiere a Peter al darse cuenta de que puede ver la velocidad de este con sus nuevas habilidades amplificadas, mientras derriba a Ororo y Scott. Por otro lado, Xavier paraliza la mente de los policías y otros civiles cercanos para que no interfieran mientras Raven habla con Jean y trata de hacerla entrar en razón, diciéndole que no está sola y que tiene una familia que la apoya, pero entonces Jean pierde el control de sus poderes y lanza a Raven contra el extremo puntiagudo de un poste de madera derribado por los ataques de Jean previamente y hiere mortalmente a Raven. Pero luego de presenciar este incidente, Xavier restaura a la normalidad la mente de todos los presentes, mientras que Jean recupera la razón y observa horrorizada lo que había hecho y huye asustada del lugar mientras le pide disculpas a Raven, por otro lado Hank trata de ayudar a Raven, pero desgraciadamente esta acaba muriendo en los brazos de Hank, no sin antes decirle que lo amaba.
Unas horas después, los X-Men regresan a la mansión, con Peter malherido y Hank cargando el cuerpo de Raven, donde poco después se realiza un funeral en la mansión donde Xavier, Hank, Kurt, Ororo y Scott asisten para honrar la memoria de Raven. Tras el funeral, Hank se aparece bebiendo una botella de whisky en la cocina de la mansión, mientras aun sigue devastado por la muerte de Raven, donde poco después Xavier se le aparece para hacerle algo de compañía por su perdida, sin embargo Hank se enfurece con Charles y rápidamente le recrimina que todo lo que pasó recientemente es por su culpa, en especial por lo que este le hizo a la mente de Jean cuando ésta apenas era una niña. Mientras tanto, Jean viaja hasta la isla de Erik Lehnsherr, Genosha, donde se encuentran varios refugiados mutantes, entre ellos Selene y Ariki, para buscar ayuda sobre cómo controlar sus poderes. Pero Erik la rechaza después de haberse involucrado en un combate con las fuerzas militares de Estados Unidos encargadas de su arresto. Más tarde, Jean se encuentra en un bar con Vuk, líder de una raza alienígena que cambia de forma conocida como los D'Bari, quien le explica que ha estado poseída no por una llamarada solar sino por una fuerza de poder cósmico que aniquiló el planeta natal de los D'Baris hace miles de años. Mientras tanto, Hank visita a Erik en Genosha, informándole de la muerte de Raven y se alía con este y sus refugiados mutantes para matar a Jean en la ciudad de Nueva York. Por otro lado, Xavier rastrea a Jean leyendo la mente de Erik y decide ir con Scott, pero él pide ayuda a Ororo y Kurt. Posteriormente Kurt los transporta a Nueva York, donde se encuentran a Erik, Hank, Selene y Ariki en camino para matar a Jean. Por otro lado, Scott ataca a Erik y Hank, mientras que Ororo lucha contra Ariki y Selene trata de frenar a Kurt y Xavier. Por otro lado, Erik ingresa al edificio donde están Jean y Vuk, en donde este confronta a Jean por el asesinato de Raven y trata de matarla con un pedazo de metal de una escalera, pero Jean con sus nuevas habilidades amplificadas supera a Erik con facilidad y aplasta el casco de este hasta romperlo en mil pedazos y lanza con los trozos del casco a Erik violentamente contra la ventana, lejos de ella y Vuk hasta que termina inconsciente en la calle. Mientras tanto Xavier, con ayuda de Kurt, también ingresa al edificio para tratar de calmar a Jean, pero esta aturde a Kurt y obliga a Xavier a "caminar" hacia ella, pero al entrar a la mente de Xavier, ella ve todo el apoyo que le ha brindado desde el día que ocurrió el accidente y donde este la rescató, ya que su padre verdaderamente la quería abandonar tras el accidente en el que murió su madre. Las fuerzas armadas de Estados Unidos llegan a la escena y Vuk comienza a absorber la fuerza de Jean cuando decide cederle angustiada el dominio sobre la fuerza cósmica, aunque eso matará a esta última, pero Scott dispara contra Vuk y evita que absorba por completo la fuerza vital de Jean. Las fuerzas armadas capturan a Xavier, Scott, Jean, Hank, Erik, Ororo, Kurt, Selene y Ariki, transportándolos a bordo de un tren hacia una instalación secreta.
En el tren, Xavier asume la responsabilidad de sus acciones, afirmando que Raven tenía razón al decir que él era el malo, pero entonces el tren es atacado por Vuk y sus fuerzas D'Bari. Cuando los D'Baris, de forma cambiante, asesinan a los soldados, los mutantes son liberados de sus restricciones para combatir la amenaza. Varios D'Bari son derrotados, pero un D'Bari asesina a Selene. Vuk decide involucrarse y absorber el resto de la fuerza cósmica que todavía reside dentro de Jean, con Ororo tratando de frenarla, pero Vuk la derrota. Kurt la ataca, pero ella lo derriba y llega frente a Erik donde este le dispara con todas las armas de fuego que hay en el vagón del tren, pero no consigue hacerle daño y Vuk lo golpea varias veces. Scott le dispara, pero Vuk se lo regresa y se acerca a Jean para una vez más intentar drenar a Jean de la fuerza cósmica, pero Jean libera todo su potencial y hace que el tren levite y se estrelle en un campo. Los D'Bari la atacan, sin embargo Jean fácilmente los hace cenizas y entonces Vuk la ataca, aunque Jean comienza a destruirla, pero se da cuenta de que si la destruye allí, mataría a todos sus amigos, que están alrededor. Entonces Jean vuela junto con Vuk hacia el espacio exterior y la destruye en cenizas, ocurriendo una explosión enorme en forma de fénix y Jean desaparece dentro de ésta.
Tras el incidente, Scott coloca una nueva placa en la entrada del instituto, que informa de que a partir de ahora la escuela pasa a llamarse Escuela Jean Grey para Jóvenes Talentos, con Ororo como profesora, Peter y Kurt caminando en la mansión y a Hank ahora como el nuevo decano del instituto, mientras este observa una fotografía de Raven para recordar cuanto la amaba. Por otro lado, un Xavier ya jubilado se encuentra en un café de París, Francia luego de pasar décadas involucrado en la lucha por los derechos mutantes, mientras estaba pensativo por todos los acontecimientos recientes y por los que pasó a lo largo de los años, Erik se reúne improvisadamente con el para jugar una partida de ajedrez, aunque al principio Xavier rechazaba la oferta de jugar con Erik, este acaba aceptando. Justo cuando comienzan a jugar, la escena muestra a lo lejos un fénix llameante en el cielo entrando a la atmósfera, indicando que Jean podría seguir con vida.

## Reparto
- James McAvoy como Charles Xavier / Profesor X: Pacifista mutante, fundó la Escuela de Xavier para Jóvenes Dotados.[2] Muchos de los personajes de la película se vuelven contra Xavier cuando se revelan algunas de sus decisiones con respecto a las habilidades de Jean Grey. El director Simon Kinberg sintió que el personaje siempre actúa por preocupación por el "bien mayor", aunque a veces puede tomar algunas decisiones "equivocadas". Kinberg esperaba que cada personaje pareciera tener "un punto de vista válido" en la película.[3]
- Michael Fassbender como Erik Lehnsherr / Magneto: Un poderoso mutante que puede controlar los campos magnéticos y manipular el metal, es el mejor amigo de Xavier y, a menudo, su rival.[4]
- Jennifer Lawrence como Raven Darkhölme / Mystique: Una mutante con la capacidad de cambiar de forma. Según Singer, Raven actúa para sí misma, para ayudar a los mutantes que son oprimidos o esclavizados, incluyendo Kurt/Nightcrawler. Lawrence dijo "oye acerca de lo que le pasó a Erik y ella quiere ir a buscarlo y lo ayudará".
- Nicholas Hoult como Hank McCoy / Bestia: Un mutante de piel y pelaje azul, pies prensiles y capacidades físicas sobrehumanas. Hank actúa como maestro en la escuela de Xavier y construye inventos para los estudiantes con problemas. También fue quien construyó el X-Jet.
- Sophie Turner como Jean Grey / Fénix Oscura: Una mutante que tiene miedo de sus poderes telepáticos y telequinéticos y es una de las estudiantes más preciadas de Charles Xavier. La entidad alienígena de la Fuerza Fénix es absorbida por Jean, lo que causa que su personalidad alternativa sea la del Fénix Oscuro, luchando por el control de su cuerpo. Turner decidió estudiar sobre el trastorno de identidad disociativo y la esquizofrenia para este papel, particularmente en las escenas en las que tiene que cambiar de la vulnerable Jean a la segura Fénix.[5] Kinberg dijo que Turner tiene el papel principal en la película, el primero para esta actriz. Chastain fue mentor de Turner durante la producción en el set.[6]
  - Summer Fontana interpreta una versión de niña de Jean Grey.
- Tye Sheridan como Scott Summers / Cíclope: Un mutante que dispara rayos ópticos incontrolables y destructivos desde sus ojos. Lleva una visera o gafas de sol para estabilizar y contenerlos. Él desarrolla una relación con Jean Grey, que Kinberg llamó "una gran parte del núcleo emocional de la película". Esto obliga al personaje a asumir el rol de líder.[7]
- Alexandra Shipp como Ororo Munroe / Storm: Es la nueva estudiante en la Mansión-X y tiene la capacidad de manipular el clima.
- Kodi Smit-McPhee como Kurt Wagner / Nightcrawler: Un mutante alemán con la apariencia de un ser azul que puede teletransportarse y es uno de los nuevos estudiantes de Charles Xavier.
- Evan Peters como Peter Maximoff / Quicksilver: Un mutante que puede moverse, pensar y percibir a velocidades inhumanas, y es hijo de Erik Lensherr, más conocido como Magneto. Al describir la relación entre Peter y Erik, Peters declaró: «He aprendido que es mi padre en este momento y yo estoy tratando de... no sé lo que puedo decir. Estoy intentando... Sí. Es como un hijo adoptivo o cualquier tipo de niño que tiene un extraño padre tratando de... él sabe quién es ahora, está tratando para encontrarlo, él lo ha estado buscando, han pasado 10 años y él no lo ha encontrado y luego algo sucede».
- Jessica Chastain como Vuk: El líder de una raza alienígena que cambia de forma conocida como los D'Bari, quien manipula a Fénix. Vuk es el seudónimo que usa el personaje de Chastain para aparentar ser un agente del gobierno. Vuk toma posesión del cuerpo físico de Margaret, una mujer que se topó con Vuk cerca de su casa. En las imágenes de promoción al personaje de Chastain se le conoció como "Smith".

Adicionalmente, Halston Sage interpreta a Dazzler, Kota Eberhardt a Selene Gallio, Andrew Stehlin a Ariki, al cual anteriormente se le había anunciado como Red Lotus. Scott Shepherd interpreta al padre de Jean, John Grey. Lamar Johnson interpreta a Match.
Daniel Cudmore, quien había interpretado a Piotr Rasputin / Colossus en anteriores películas de la saga, fue confirmado para participar en este filme antes de las retomas, cuyo papel era el de un Skrull, sin embargo, no apareció incluido en el corte final. Así mismo, Olivia Munn en una entrevista de 2017 confirmó su participación en el filme, retomando su papel como Psylocke, pero por inconvenientes de agenda no pudo grabar sus escenas.

## Doblaje
| Intérpretes           | Personaje                        | Doblaje para Hispanoamérica | Doblaje para España      |
| --------------------- | -------------------------------- | --------------------------- | ------------------------ |
| James McAvoy          | Charles Xavier / Profesor X      | Irwin Daayán                | Juan Logar Jr.           |
| Michael Fassbender    | Erik Lehnsherr / Magneto         | Ricardo Tejedo              | Iñaki Crespo             |
| Jennifer Lawrence     | Raven Darkholme / Mystique       | Carla Castañeda             | Adelaida López           |
| Nicholas Hoult        | Hank McCoy / Bestia              | Víctor Ugarte               | Jesús Pinillos           |
| Sophie Turner         | Jean Grey / Fénix                | Karen Vallejo               | Blanca Hualde (Neri)     |
| Summer Fontana        | Jean Grey / Fénix                | Estefanía Piedra            | Anastasia Azaranka Ayuso |
| Jessica Chastain      | Vuk / Margaret Smith             | Mireya Mendoza              | Beatriz Berciano         |
| Tye Sheridan          | Scott Summers / Cíclope          | Arturo Castañeda            | Adolfo Moreno            |
| Kodi Smit-McPhee      | Kurt Wagner / Nightcrawler       | Bruno Coronel               | Álvaro de Juan           |
| Evan Peters           | Peter Maximoff / Quicksilver     | Luis Leonardo Suárez        | Rodri Martín             |
| Alexandra Shipp       | Ororo Munroe / Storm             | Betzabé Jara                | Danai Querol             |
| Scott Shepherd        | John Grey                        | Germán Fabregat             | Pablo del Hoyo           |
| Hannah Emily Anderson | Elaine Grey                      | Marisol Romero              | Catherina Martínez       |
| Ato Essandoh          | Jones                            | Daniel del Roble            | Roberto Encinas          |
| Brian d'Arcy James    | Presidente de los Estados Unidos | Raymundo Armijo             | Txema Moscoso            |

## Producción

### Desarrollo
El director Bryan Singer empezó a explorar el personaje Jean Grey/Phoenix en la película X-Men 2, de 2003, con la intención de adaptar la historia de la "Saga Fenix Oscura" de Marvel Comics en la siguiente película. Sin embargo, Singer finalmente no regresó para dirigir la secuela, X-Men: The Last Stand. Los escritores de esa película, Simon Kinberg y Zak Penn, todavía intentaban adaptar la "Saga de Fénix Oscura", pero como una de las "historias paralelas" de la película, con un ejecutivo de 20th Century Fox que sugería que la historia "Dotada" también estaría en esa película. Esta versión de la historia no fue bien recibida, y Kinberg dijo que él y Penn finalmente estaban descontentos con la forma en que también resultó la adaptación.
En mayo de 2016, Kinberg dijo que la próxima película de X-Men después de Apocalypse sería ambientada en la década de 1990, avanzando una década como se había hecho en las películas anteriores de X-Men. También señaló que Apocalypse había presentado versiones más jóvenes de varios personajes de las películas originales de X-Men para darles una nueva historia de origen, incluyendo a Tormenta, Cíclope, Nightcrawler y Jean Grey, con la intención de luego explorarlos en su propia trilogía de películas. Agregó que también esperaba ver regresar al elenco de la trilogía de películas anterior, a saber, James McAvoy como Charles Xavier, Michael Fassbender como Erik Lehnsherr/Magneto y Jennifer Lawrence como Raven Darkhölme/Mistique. En julio de ese año, Kinberg dijo que comenzaría a escribir la próxima película de X-Men "muy pronto". En noviembre, se dijo que Fox presionó "el botón de reinicio" en la franquicia debido al mal desempeño financiero y con la crítica especializada que tuvo Apocalypse, con la franquicia reconfigurada y Singer dijo que no regresaría para dirigir la próxima película. Los contratos de McAvoy, Fassbender, Lawrence y Nicholas Hoult de la trilogía anterior habían terminado, pero Kinberg estaba escribiendo con optimismo el nuevo guion pensando en ellos.
Se rumoreaba en febrero de 2017 que la próxima película se titularía X-Men: Supernova, y comenzaría a rodarse en junio. También en febrero, Turner confirmó que volvería para la película. Se creía que Kinberg estaba interesado en hacer su debut como director con la película, y fue descrito como el principal contendiente para el trabajo, con interés también de Fox. El estudio también buscaba negociar nuevos acuerdos con Lawrence, Fassbender, McAvoy y Hoult para regresar. A finales de mes, Kinberg describió informes de que podría dirigir la película como "prematura", pero agregó que si fuera a dirigir, no se sentiría intimidado por la escala de la película debido a su experiencia escribiendo y produciendo muchos de las otras películas de X-Men. También reiteró que adaptaría la "Saga Fénix Oscura" de forma diferente a como lo hizo con The Last Stand si tuviera otra oportunidad de hacerlo.
En julio de 2018, The Hollywood Reporter reveló que la película había sido cancelada; estos rumores salieron a flote luego de que 20th Century Fox publicara la lista de películas próximas a estrenarse en 2019 y la secuela de X-Men: Apocalipsis no apareciera en esta lista. Luego de que estos rumores fueran develados por dicha revista, el sitio ComicBookMovie citó a fuentes de la casa productora negando la información: "No han sacado Dark Phoenix del sitio web". Y, por el contrario, aclaraban que la razón por la que nunca había estado era debido a que generalmente incorporaban los estrenos a sus sitios una vez que lanzaban el primer póster oficial y el primer tráiler.
Si bien el rumor nunca debió existir, al final, esto funcionó para que los medios volvieran a hablar de esta producción y se posicionara en la mente de los fanes, algo que serviría de mucha ayuda una vez que comenzaran oficialmente con otras acciones, como el teaser tráiler.
Posteriormente, ComicBookMobie confirmó su fecha de estreno para el 7 de junio de 2019 en Estados Unidos, ya que para esta fecha la protagonista de esta película Sophie Turner había terminado con todos sus compromisos con la serie televisiva Game of Thrones.
El 12 de febrero de 2019, Olivia Munn confirmó que no regresaría para interpretar a Psylocke en la película, pese a que dos años atrás había confirmado su aparición, alegando que se encontraba filmando la película El Depredador.

### Filmación
El rodaje comenzó el 28 de junio de 2017, en Montreal, Quebec, Canadá, bajo el título de trabajo Teen Spirit. Mauro Fiore se desempeñó como director de fotografía. La filmación se realizó principalmente en los MELS Studios. Antes de fin de mes, Evan Peters debía repetir su papel como Quicksilver, el personaje "favorito de la audiencia" de las películas anteriores, y Lamar Johnson se unió al elenco en un papel no revelado. A principios de agosto, Chastain confirmó su participación en la película; estaba interesada en la historia, después de rechazar papeles en otras películas de superhéroes, debido a su enfoque en personajes femeninos. Kinberg dijo que quería que la película fuera "humana" y emocional como las películas anteriores de X-Men, y que estaba buscando fundamentar la historia de la "Saga del Fenix Oscuro" para su adaptación "para que no sea demasiado intergaláctica". Más tarde, aclaró que la película aún incluiría personajes extraterrestres como en la historia del cómic, un elemento que fue ignorado para la adaptación de The Last Stand, pero que él sintió que era parte integral de la historia.>
 También dijo que la película sería tonalmente menos operística que las películas anteriores de X-Men, y que esperaba que fuera más relatable para el público. Para septiembre, Daniel Cudmore había declarado que aparecería en la película, pero no pudo confirmar si estaría repitiendo su papel como Coloso de películas anteriores en la franquicia. Chastain reveló que en realidad no interpretaría el rol de Lilandra, como se había rumoreado. Si bien Olivia Munn había dicho inicialmente que volvería a interpretar su papel de Psylocke, en febrero de 2019 reveló que no podría repetir su papel debido a conflictos de programación con el rodaje de la cinta El Depredador. La filmación se completó el 14 de octubre de 2017.

## Estreno
La película fue estrenada el 7 de junio de 2019. Anteriormente, estuvo programada para ser estrenada el 2 de noviembre de 2018, y luego reprogramada para el 14 de febrero de 2019, antes de ser nuevamente pospuesta hasta junio. Es conocida como Dark Phoenix originalmente en el territorio de Estados Unidos y como X-Men: Dark Phoenix para su lanzamiento en otros países. La película fue distribuida por Walt Disney Studios Motion Pictures bajo el sello de 20th Century Fox. La película tuvo su estreno mundial en el Grauman's Chinese Theatre en Hollywood, California, el 4 de junio de 2019.

## Recepción

### Taquilla
Dark Phoenix recaudó $65.8 millones de dólares en Estados Unidos y Canadá, y $186.6 millones en otros territorios, para un total mundial de $252.4 millones de dólares. Basada en su apertura global, Deadline Hollywood estimó que la película le haría perder al estudio entre 100 y 120 millones de dólares.
En Estados Unidos y Canadá, Dark Phoenix fue lanzada junto con The Secret Life of Pets 2, y se proyectó inicialmente que recaudaría entre 50 y 60 millones de dólares en los 3.721 cines en los que se proyectaría en su primer fin de semana, y el estudio esperaba un debut de 50 millones de dólares. Sin embargo, después de ganar $14 millones en su primer día (incluidos $5 millones de los avances de la noche del jueves, el total más bajo de X-Men desde los $4 millones de The Wolverine en 2013), las proyecciones se redujeron a $34 millones. Terminó debutando con $32.8 millones de dólares, terminando segunda, detrás de The Secret Life of Pets 2. Fue el total más bajo de la franquicia en $20 millones y la primera vez que una película de X-Men no superó la taquilla la semana de su lanzamiento. En su segundo fin de semana, la película cayó un 73%, a $7.3 millones, terminando en cuarto lugar. El siguiente fin de semana, la película fue sacada de 1.667 salas de cine y recaudó $3.5 millones de dólares, terminando décima.
En otros territorios, se proyectó que la película recaudaría entre 120 y 135 millones de dólares, incluidos 50 a 60 millones de dólares de China, para un debut mundial de alrededor de 170 millones de dólares. La película ganó $13 millones en su primer día en China (incluyendo avances). Terminó debutando con $103.7 millones a nivel internacional y $136.5 millones de dólares a nivel mundial. Sus mercados más grandes fueron China ($45,6 millones), Corea del Sur ($5,1 millones), México ($5 millones) y Reino Unido ($4,9 millones).
Esto la convierte en un completo fracaso no sólo por apenas recuperar su presupuesto de $200,000,000, sino también al quedar muy debajo de lo esperado por parte del estudio solo ganando $52,000,000.

### Crítica
En el sitio web agregador de reseñas Rotten Tomatoes, la película tiene un índice de aprobación de 22% basado en 245 comentarios, con una calificación promedio de 4.5/10. El consenso de críticas en el sitio web indica: "Dark Phoenix termina una era de la franquicia X-Men dando un segundo intento por adaptar un arco de cómics clásico, con resultados profundamente decepcionantes". Es la entrega con la calificación más baja de la franquicia X-Men en este sitio web. En el sitio web Metacritic, la película tiene un puntaje promedio ponderado de 43 sobre 100, basado en 49 reseñas, lo que indica "críticas mixtas o promedio". Las audiencias encuestadas por CinemaScore dieron a la película una calificación promedio de "B–" en una escala entre A+ a F, la puntuación más baja dentro de esta serie.
Al escribir para TheWrap, William Bibbiani dijo sobre la película: "Sería maravilloso informar que Dark Phoenix fue una despedida impresionante para esta franquicia de larga duración... En lugar de eso, es solo una película de superhéroes promedio decepcionante, con una historia familiar, actores desinteresados, algunas secuencias de acción geniales y un montón de oportunidades perdidas". Michael Phillips, del Chicago Tribune, dio a la película 1.5 de 4 estrellas y dijo: "Es difícil incluso obtener una opinión sobre ambas fortalezas y debilidades discretas de una franquicia que se ha involucionado hasta el punto de Dark Phoenix, una tarea sumamente brutal casi tan violenta como la película Logan sobre Wolverine y una película con más muertes por empalamiento y torbellinos de metal que todas las películas de Saw juntas".
Matt Goldberg, de Collider, le dio a la película una calificación de "D" y escribió: "Cuando Marvel Studios inevitablemente reinicie X-Men, una película como Dark Phoenix será una reliquia olvidada. Los personajes y su mundo merecen algo mejor, pero tendremos que esperar hasta su próxima evolución". Kurt Loder, de la revista Reason, escribió: "Hay varias cosas que están mal con Dark Phoenix. Estoy tentado de decir que todo está mal con esta, excepto que la imagen está enfocada en su mayoría y los créditos parecen estar correctamente escritos. Sin embargo, aparte de eso...". Rodrigo Pérez, de The Playlist, dijo: "Su atroz diálogo expositivo, trama engorrosa, latigazos de las motivaciones de los personajes, momentos graciosos sin intención y, a menudo, trajes cursis, le asegura a Dark Phoenix que será recordada en los anales de películas mediocres".
Por el contrario, Owen Gleiberman, de Variety, resumió su crítica positiva con: "La franquicia de X-Men concluye ... con una secuela trazada funcionalmente que logra una nota de graciosa majestad, gracias a la presencia de Sophie Turner como X-Woman consumida por la genialidad de su poder".
Kinberg asumió la responsabilidad de la mala recepción de la película, diciendo: "Estoy aquí; digo que cuando una película no funciona pónganla en mi lugar. Soy el escritor-director, la película no conectó con el público, eso depende de mí".

## Errores de continuidad
En la franquicia X-Men es muy frecuente que muchos eventos no respeten la continuidad desde X-Men: The Last Stand.
Esto es especialmente notable en la tetralogía iniciada con X-Men: primera generación, porque muchos personajes apenas envejecen en un periodo de 30 años.
Lo más curioso es que ésta cinta transcurre en 1992, mientras que X-Men  toma lugar en 2004, lo que significa que si ambas películas estuvieran conectadas de forma lógica, tanto Charles Xavier, como Erik Lehnsherr, tendrían que envejecer mucho tiempo en tan solo 12 años.
A pesar de que Fénix Oscura transcurre en la línea de tiempo alternativa a la original, no toma en cuenta el final de X-Men: días del futuro pasado, en el que Charles Xavier continúa dirigiendo la escuela en 2023 y Jean Grey no ha sufrido la crisis de personalidad ocasionada por el Fénix.
Tampoco toma en cuenta el hecho de que la fuerza Fénix fue presentada y liberada en la película X-Men: Apocalipsis, que transcurre en 1983.
Otro error de continuidad es en la película de Deadpool 2, donde Wade Wilson está en la mansión Xavier, los X-Men (A excepción de Jean y Mystique) aparecen justo detrás de Wade sin que éste se de cuenta. Si bien Deadpool transcurre en 2018, es decir; 26 años después de Fénix Oscura, los x-men aún siguen conservando su aspecto joven que tuvieron en 1992.

## Futuro
Simon Kinberg dijo en mayo de 2016 que esperaba que Dark Phoenix fuera la primera en una nueva trilogía enfocada en las versiones más jóvenes de los personajes de X-Men.
Después de que se anunciara la compra de 21st Century Fox por parte de The Walt Disney Company en diciembre de 2017, el CEO de Disney, Bob Iger, dijo que los X-Men quedarían a cargo del presidente de Marvel Studios, Kevin Feige. En abril de 2019, Emma Watts, ejecutiva de Fox, confirmó que Dark Phoenix sería la última entrega principal de la franquicia X-Men producida por Fox.
Durante el panel de Marvel Studios en la Convención Internacional de Cómics de San Diego de 2019, donde se discutieron los planes para la Fase Cuatro de Marvel, Feige confirmó que el estudio estaba desarrollando películas sobre mutantes (que incluían a X-Men). Cuando el sitio web IGN le preguntó si la película de mutantes no sería titulada X-Men, Feige reconoció que los términos "X-Men" y "mutantes" son intercambiables, pero continuó diciendo que el enfoque del Universo cinematográfico de Marvel sería bastante diferente del de la serie de películas de 20th Century Fox.